# Saeid Esmaeili
Saeid Esmaeili Leivesi (Dezful, 15 de julho de 2003) é um lutador de estilo greco-romana iraniano.

## Carreira
Ele venceu o Campeonato Mundial Juvenil em Sofia, Bulgária, no início de agosto de 2019, derrotando Elmir Aliyev do Azerbaijão na final.
Em agosto de 2021, participou do Campeonato Mundial Júnior de 2021 realizado em Ufa, na Rússia, e conquistou a medalha de prata, seguindo Dinislam Bammatov. Em agosto de 2022, ele participou do Campeonato Mundial Júnior de 2022, realizado em Sófia, derrotando Suren Agajayan da Armênia e conquistando a medalha de ouro.
Ele foi selecionado como membro da seleção adulta iraniana em 2024 e fez sua estreia na seleção sênior participando do Torneio Memorial Yashar Dou, realizado em Turkiye Antalya, em março daquele ano. Em abril, ele venceu o Campeonato Asiático de 2024 realizado em Bishkek, Quirguistão, derrotando Razak Beyshekeyev do país anfitrião, o Quirguistão.
Em agosto do mesmo ano, participou como integrante da seleção iraniana nos Jogos Olímpicos de Verão de 2024, realizados em Paris, na França, e conquistou a medalha de ouro ao derrotar o ucraniano Parviz Nasibou na final.